# Heldenfinger Kliff
Das Heldenfinger Kliff ist ein als flächenhaftes Naturdenkmal und Geotop ausgewiesenes Kliff in Heldenfingen, einem Ortsteil von Gerstetten im Landkreis Heidenheim in Baden-Württemberg.

## Kenndaten
Das Naturdenkmal wurde mit Verordnung des Landratsamts Heidenheim vom 10. November 2005 ausgewiesen. 

## Lage und Beschreibung

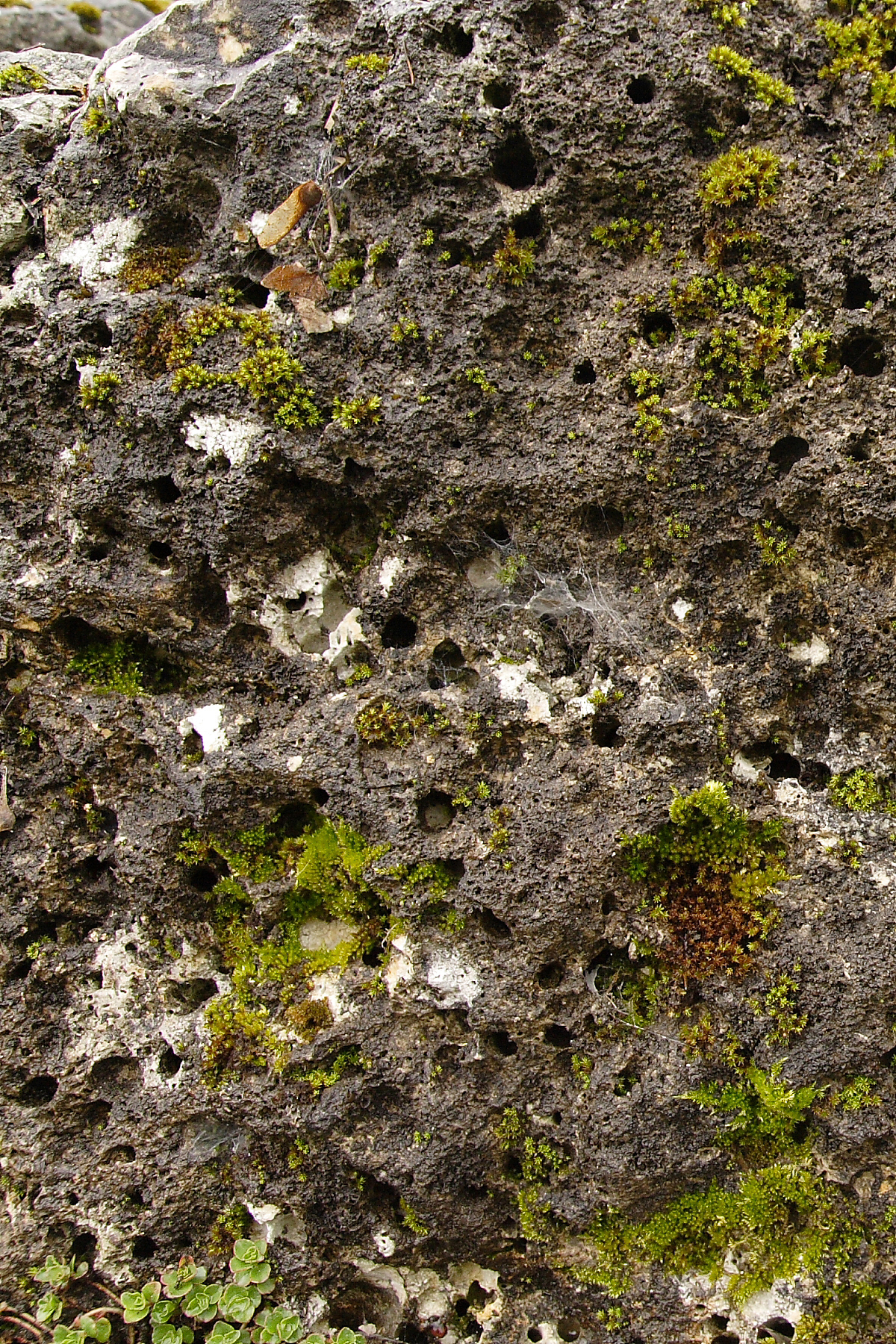
Löcher der fossilen Bohrmuscheln

Das Heldenfinger Kliff liegt am Ostrand von Heldenfingen. Es war Teil der Felsküste des tertiären Meeres (Obere Meeresmolasse) vor 15 Millionen Jahren. Der lang andauernde Anprall der Wellen hat eine typische Hohlkehle aus dem Weißjurafels herausgearbeitet. Das Heldenfinger Kliff wird von Geologen als besterhaltener fossiler Strand bezeichnet, deshalb ist die Klifflinie auch zu wissenschaftlicher Bedeutung gelangt. Die Hohlkehle selbst sowie der Fels darunter und darüber ist mit Löchern von Bohrmuscheln und Bohrschwämmen bedeckt. Diese Muscheln (Pholaden) bohrten sich an der ehemaligen Felsküste des Molassemeeres in den Massenkalk des höheren Oberjura. Auch der erst 1936 freigelegte schräg ansteigende felsige Meeresboden unmittelbar vor dem Kliff ist in der gleichen Weise von Bohrmuscheln und Bohrschwämmen bearbeitet worden.
In Gerstetten wurde ein Riffmuseum eröffnet, um interessierten Besuchern die einstige Unterwasserwelt mit Korallen und Schwämmen nahe zu bringen. Ein geologischer Mehrgenerationen-Spielpark liegt direkt am Kliff. Der Urmeerpfad ist ein 14 Kilometer langer Rundweg für Wanderer und Radfahrer und beginnt ebenfalls am Heldenfinger Kliff.
Das Kliff ist unter dem Namen Heldenfinger Kliff am NE-Rand von Heldenfingen auch als Geotop geschützt und seit 2019 als bedeutendes Geotop und Geopoint im UNESCO Geopark Schwäbische Alb ausgezeichnet.